# Hendrik III van Brederode
Hendrik van Brederode (Den Haag, 28 november 1638 - Amiens, 1 juli 1657) was heer van Brederode, Ameide en Vianen tussen 1655 en 1657.
Hij was een zoon van Joan Wolfert van Brederode en Louise Christina van Solms-Braunfels (1606-1669). Na zijn geboorte werd hij in de kloosterkerk van Den Haag op 24 december 1638 gedoopt. Over het leven van Hendrik tijdens zijn vaders regeerperiode is weinig bekend. Het is wel bekend dat hij een militaire opleiding kreeg, omdat hij in 1652 Hendrik van Nassau-Siegen opvolgde als ritmeester van een compagnie vaandelruiters. In 1655 volgde hij zijn vader Joan Wolfert op als 17de heer van Brederode en in 1656 volgde hij hem ook op als kolonel van het regiment dat hun familie naam droeg, die van Brederode. Het is goed mogelijk dat hij in onmin raakte met de State der Nederlanden, omdat hij in maart 1657 ervoor kiest om in Franse dienst te treden en zich toelegt op wapenverkoop. Op 1 juli 1657 overlijdt hij op 18-jarige leeftijd in Amiens, Frankrijk aan de mazelen. Zijn jongere broer Wolfert volgde hem op als heer van Brederode.